# John Morris (doppiatore)
John Charles Morris (Paris, 2 ottobre 1984) è un doppiatore statunitense.
Doppiatore dall'età di 8 anni, è divenuto noto doppiando Andy nella trilogia di Toy Story.

## Filmografia

### Cinema
- Nightmare Before Christmas (The Nightmare Before Christmas), regia di Henry Selick (1993) – voce
- Toy Story - Il mondo dei giocattoli (Toy Story), regia di John Lasseter (1995) – voce
- Toy Story 2 - Woody e Buzz alla riscossa (Toy Story 2), regia di John Lasseter, Ash Brannon e Lee Unkrich (1999) – voce
- Toy Story 3 - La grande fuga (Toy Story 3), regia di Lee Unkrich (2010) – voce
- Toy Story 4, regia di Josh Cooley (2019) – voce

### Televisione
- Jason and the Heroes of Mount Olympus – serie TV (2001) – voce

### Videogiochi
- Isola LEGO (1997) – voce di Pepe
- Nicktoons Nick Tunes (2001) – voce
- Toy Story 3: Il videogioco (Toy Story 3) (2010) – voce